# Kamienica Posener Bauhütte

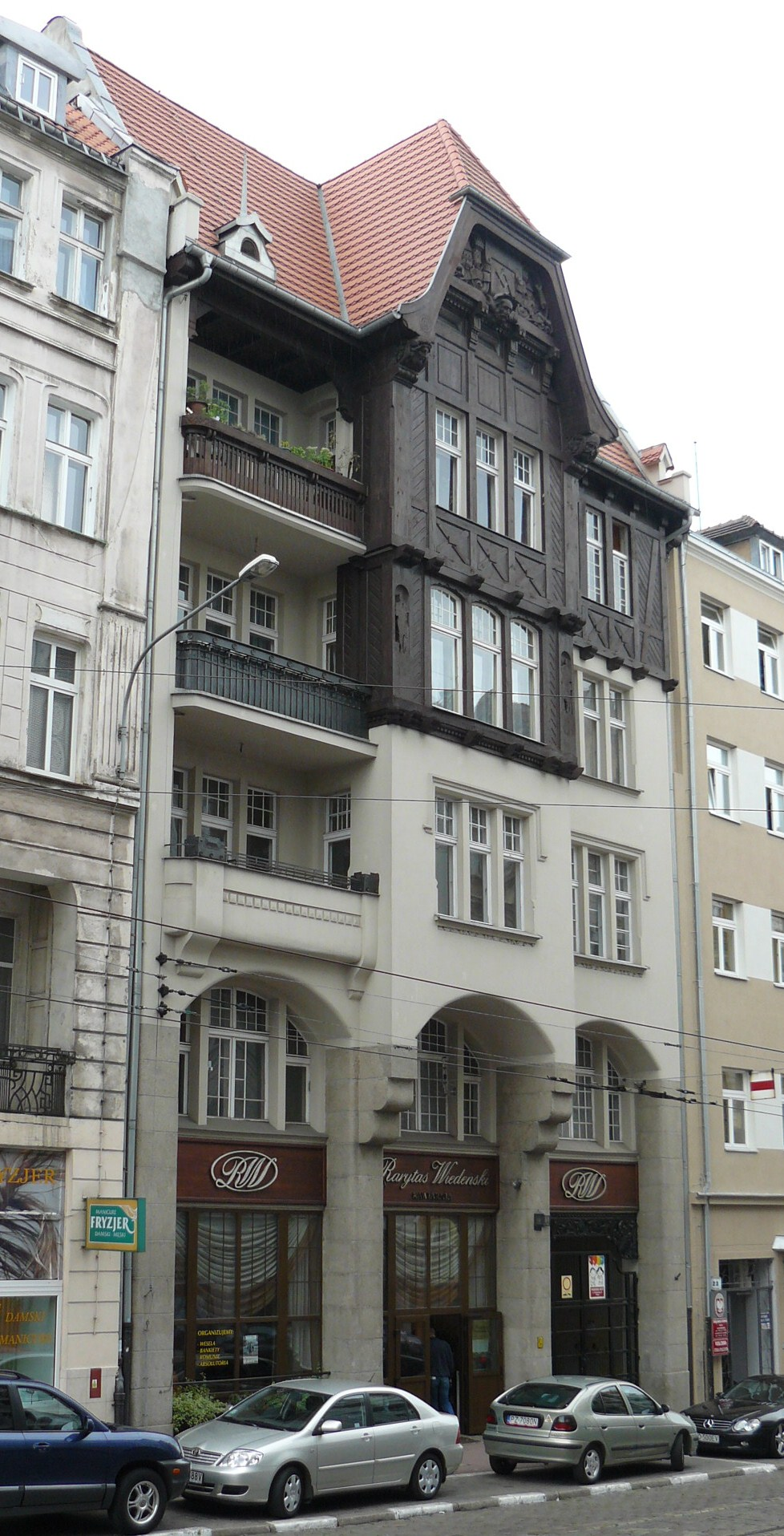
Widok od frontu

Kamienica Poznańskiego Stowarzyszenia Architektów i Budowniczych – zabytkowa kamienica własna dawnego poznańskiego cechu budowlanego (niem. Posener Bauhutte), zlokalizowana przy ul. Mielżyńskiego 21.

## Charakterystyka
Okazały gmach, nawiązujący do gotyku i renesansu niemieckiego, zbudowano w 1912, według projektu członków cechu – Hermana Böhmera i Paula Preula. Sztukaterie są autorstwa Edmunda Kunze. Wzorowano się na kamienicach Norymbergi, Strasburga i Brunszwiku. Wewnątrz zawarto okazałą Salę Rycerską na wzór podobnych rozwiązań w Niemczech. Oprócz tego umieszczono w obiekcie piwiarnię, restaurację i inne pomieszczenia służące cechowi, a także luksusowe mieszkania. Był to pierwszy w Poznaniu własny dom cechowy. Według Marcina Libickiego budynek był miejscem spotkań poznańskich masonów – wielu z nich w Poznaniu wywodziło się podówczas właśnie z niemieckojęzycznego kręgu budowlanego (świadczyć o tym ma także podwójna symbolika na elewacji: budowlana, ale i wolnomularska).
Centralny wykusz z bogatym ornamentem snycerskim podtrzymują wsporniki wyobrażające głowy Leonarda da Vinci i Petera Vischera. W centrum znajduje się natomiast podobizna Świętego Józefa – patrona cieśli.
Budynek stoi w górnej części, znacznie tu opadającej ulicy Mielżyńskiego, naprzeciw Okrąglaka. W pobliżu znajdują się także: gmach PTPN, Zespół Szkół Komunikacji im. Hipolita Cegielskiego, gmach PZU oraz Kamienica Haase i Wagnera.